# 凯文·沃什
凯文·马克斯韦尔·沃什（Kevin Maxwell Warsh，1970年4月13日—），生于美国纽约州奥尔巴尼，是一位美国金融家和银行高管，曾于2006年至2011年担任美联储委员会理事。